# Owingsville, Kentucky
Owingsville, Kentucky (енгл. Owingsville) град је у америчкој савезној држави Кентаки.

## Демографија
По попису из 2010. године број становника је 1.530, што је 42 (2,8%) становника више него 2000. године.
| Група             | 2000.         | 2010.         |
| Белци             | 1.411 (94,8%) | 1.406 (91,9%) |
| Афроамериканци    | 59 (4,0%)     | 65 (4,2%)     |
| Азијати           | 0 (0,0%)      | 2 (0,1%)      |
| Хиспаноамериканци | 10 (0,7%)     | 29 (1,9%)     |
| Укупно            | 1.488         | 1.530         |